# Richard Jozsa
Richard Jozsa (né en 1954) est un mathématicien australien spécialisé en mathématiques appliquées et en théorie de l'informatique quantique. Il est professeur de physique quantique sur la chaire Leigh Trapnell à l'université de Cambridge, en Angleterre, émérite depuis 2021.

## Carrière
Jozsa a obtenu sa maîtrise (Applications of Sheaf Cohomology in Twistor Theory) à l'université d'Oxford en 1976 et son doctorat, à Oxford également, en 1981 sous la direction de Roger Penrose (Models in Categories and Twistor Theory). Les deux travaux étudient des applications de la géométrie algébrique dans la théorie des twisteurs. Il a été chercheur postdoctoral à l'Université McGill de 1981 à 1983, puis a occupé des emplois de tuteur ou lecteur à l'université de Sydney, université de Nouvelle-Galles du Sud, université d'Adélaïde, université Flinders et à l'Institut royal de technologie de Melbourne (RMIT). En 1992-93, il est research fellow à l'Université de Montréal au Département d'informatique (DIRO). En 1994, il devient senior lecturer et en 1997 professeur de mathématiques à l'université de Plymouth. En 1999, il devient professeur d'informatique à l'université de Bristol et, depuis 2010, il est professeur de physique quantique à l'Institut de physique théorique et de mathématiques appliquées (DAMTP) de Cambridge, jusqu'à son éméritat en 2021.

## Travaux
L'algorithme de Deutsch-Jozsa en informatique quantique porte son nom et celui de David Deutsch. Il est également co-auteur de l'article fondateur sur la téléportation quantique. Il a travaillé activement sur la question de savoir quel mécanisme sous-tend l'accélération quantique, c'est-à-dire ce qui peut permettre aux ordinateurs quantiques de résoudre certains problèmes de manière exponentiellement plus rapidement aux ordinateurs conventionnels. En particulier, il a analysé le rôle de l'intrication quantique et il a montré que l'accélération implique une augmentation de l'intrication (avec le nombre de qubits d'entrée). Dans le même contexte, se placent des analyses de modèles informatiques quantiques restreints, tels que les circuits de Clifford étendus, c'est-à-dire sans fournir une accélération, ainsi que le modèle de commuting quantum computation, où il a trouvé des indications de complexité disant qu'il ne peut pas être simulé efficacement.

## Distinctions
En 2012, il a reçu le International Quantum Communication Award. En 2004, Jozsa a reçu le prix Naylor. En 2016, il a été élu membre de l'Academia Europaea, et en 2019 membre de la Royal Society.

## Publications
- 1992 :  David Deutsch et Richard Jozsa, « Rapid solution of problems by quantum computation », Proceedings of the Royal Society of London. Series A. Mathematical and Physical Sciences, vol. 439, no 1907,‎ 1992, p. 553-558 (zbMATH 0792.68058).
- 1993 : Charles H. Bennett, Gilles Brassard, Claude Crépeau, Richard Jozsa, Asher Peres et William Wootters, « Teleporting an unknown quantum state via dual classical and Einstein-Podolsky-Rosen channels », Physical Review Letters, vol. 70, no 13,‎ 1993, p. 1895–1899 (zbMATH 1051.81505).
- 1994 : Richard Jozsa, « Fidelity for mixed quantum states », J. Modern Optics, vol. 41,‎ 1994, p. 2315-2324.
- 1994 : Richard Jozsa, Daniel Robb et William Wootters, « Lower bound for accessible information in quantum mechanics », Phys. Rev. A, vol. 49,‎ 1994, p. 668–677 (DOI 10.1103/PhysRevA.49.668)
- 1994 :  Richard Jozsa et B. Schumacher, « A new proof of the quantum noiseless coding theorem », J. Modern Optics, vol. 41,‎ 1994, p. 2343–2350
- 1996 : Artur Ekert et Richard Jozsa, « Quantum computation and Shor’s factoring algorithm », Reviews of Modern Physics, vol. 68,‎ 1996, p. 733-753 (DOI 10.1103/RevModPhys.68.733).
- 1996 : David Deutsch, Artur Ekert, Richard Jozsa, Chiara Macchiavello, S. Popescu et A. Sanpera, « Quantum privacy amplification and the security of quantum cryptography over noisy channels », Phys. Rev. Lett., vol. 77,‎ 1996, p. 2818-2821.
- 1997 : Adriano Barenco, André Berthiaume, David Deutsch, Artur Ekert, Richard Jozsa et Chiara Macchiavello, « Stabilization of quantum computations by symmetrization », SIAM J. Comput., vol. 26, no 5,‎ 1997, p. 1541-1557.
- 1998 : Richard Jozsa, « Quantum algorithms and the Fourier transform », Proc. Roy. Soc. A, vol. 454,‎ 1998, p. 323–337 (DOI 10.1098/rspa.1998.0163, arXiv quant-ph/9707033)
- 1998 : Richard Jozsa, M. Horodecki, P. Horodecki et R. Horodecki, « Universal quantum information compression », Phys. Rev. Lett., vol. 81,‎ 1998, p. 1714–1717 (DOI 10.1103/PhysRevLett.81.1714, arXiv quant-ph/9805017)
- 2001 : G. Mitchison, Richard Jozsa, « Counterfactual Computation », Proc. Roy. Soc. Lond. A, vol. 457,‎ 2001, p. 1175-1194 (DOI 10.1098/rspa.2000.0714, arXiv quant-ph/9907007)
- 2003 : Richard Jozsa et Noah Linden, « On the role of entanglement in quantum-computational speed-up », Proc. R. Soc. Lond., Ser. A, Math. Phys. Eng. Sci., vol. 459, no 2036,‎ 2003, p. 2011-2032 (DOI 10.1098/rspa.2002.1097, arXiv quant-ph/0201143)
- 2010 : Michael J. Bremner, Richard Jozsa, Dan J. Shepherd, « Classical simulation of commuting quantum computations implies collapse of the polynomial hierarchy », Proc. R. Soc. A, vol. 467,‎ 2010 (DOI 10.1098/rspa.2010.0301, arXiv 1005.1407).
- 2010 : Richard Jozsa, B. Kraus, A. Miyake et J. Watrous, « Matchgate and space-bounded quantum computations are equivalent », Proc. R. Soc. A, vol. 466,‎ 2010, p. 809-830 (DOI 10.1098/rspa.2009.0433, arXiv 0908.1467)
- 2014 : N. Datta, T. Dorlas, Richard Jozsa et F. Benatti, « Properties of subentropy », J. Math. Phys., vol. 55,‎ 2014, article no 062203 (12 p.) (DOI 10.1063/1.4882935, arXiv 1310.1312)
- 2019 : Mithuna Yoganathan, Richard Jozsa et Sergii Strelchuk, « Quantum advantage of unitary Clifford circuits with magic state inputs », Proc. R. Soc. Lond., A, Math. Phys. Eng. Sci., vol. 475, no 2225,‎ 2019, article no 20180427 (19 p.).